# Wendi Scott
Wendi Scott född 1975 i Maryland, är en tvåbarnsmor som 16 november 2007 anklagades för att ha gjort sin då fyra år gamla dotter, Cristina, sjuk i ett uppmärksammat fall av Münchhausen by proxy.
Scott anklagades för barnmisshandel av första och andra graden. Hon häktades och borgen sattes på 75 000 dollar. Åklagare Lindell K. Angel hade yrkat på att borgenssumman skulle fastställas till 250 000 dollar, med motiveringen att hon utgör en fara för sig själv och andra. Försvarsadvokaten, Mary Drawbaugh, tyckte däremot att summan var alldeles för hög och menade att Scott hade angivit sig själv och påbörjat en psykologisk behandling där hon träffade en psykolog en gång i veckan.

## Münchhausens syndrom i Scotts förflutna
Enligt rättegångsprotokollen hade Scott simulerat cancer under drygt ett år mellan 2002 och 2003. Hon hade rakat av sig håret och ögonbrynen samt ryckt ut sina ögonfransar. Under denna period hade hon använt sig av rullstol och på så sätt övertygat sin man, pastor och vänner att hon var allvarligt sjuk i cancer. Även om någon diagnos inte har fastställts menade Angel under ett förhör den 16 november 2007 att detta påvisar att Scott lider av Münchhausens syndrom."

## Dotterns sjukdom
Under förhöret beskrev Angel hur Scott intravenöst matade sin dotter med magnesium och tappade henne på blod för att göra henne sjuk. Scott orsakade diarré, blodbrist, kräkningar, hög feber och en alltför snabb hjärtrytm hos sin dotter. Under tiden blev Cristina behandlad på Walter Reed Army Medical Center, men läkarna hade ingen möjlighet att hitta orsaken till flickans sjukdom. Under tre år på sjukhuset fick Cristina genomgå 72 olika behandlingar både hemma och på sjukhuset, bland annat blodtransfusion och benmärgstester eftersom man på sjukhuset misstänkte att hon led av leukemi. Läkarna menade att hade det inte varit för just de misstankarna hade ingen av dessa tester genomförts.
Under rättegången i maj 2008 menade Dr. Arthur deLorimier på Walter Reed, att den upprepade strålning som Cristina hade utsatts för under de tre åren på Walter Reed mycket väl skulle kunna orsaka cancer och även emotionella problem i framtiden.
Medan Cristina var på Walter Reed, skrev Scott en onlinedagbok där hon berättade om hur det var att vara förälder till ett svårt sjukt barn.

## Rättegången
Scott fälldes för första gradens barnmisshandel den 13 mars 2008. Under förhören tillkännagav Scotts försvarsadvokat att hennes klient med avsikt hade skadat sitt barn under en sexveckorsperiod från 1 maj till 12 juni 2007, och medgav att uttalandet kunde bevisa att Scott hade begått den allvarligaste misshandeln under den perioden.
Domaren, Dwyer, dömde Scott för misshandel mellan 1 maj och 12 juni 2007. Enligt svaromålet lades fjorton andra åtalspunkter som stod mot Scott, ned. Scott fick order om att under tiden innan straffet tog vid stanna hemma. Hon förbjöds även att ha kontakt med sina barn eller besöka sjukhuset på vilket Cristina behandlades. Scott dömdes till 15 års fängelse.